# E3 Harelbeke 2003
De E3 Harelbeke 2003 is de 46e editie van de wielerklassieker E3 Harelbeke en werd verreden op 29 maart 2003. Steven de Jongh kwam na 209 kilometer als winnaar over de streep.

## Uitslag
| Plaats  | Naam                | Ploeg                            | Tijd     |
| ------- | ------------------- | -------------------------------- | -------- |
| Winnaar | Steven de Jongh     | Rabobank                         | 4u33’00” |
| 2       | Steffen Wesemann    | Team Telekom                     | z.t.     |
| 3       | Stijn Devolder      | Vlaanderen-T Interim             | z.t.     |
| 4       | Raivis Belohvosciks | Marlux-Wincor Nixdorf            | + 4”     |
| 5       | Frédéric Guesdon    | FDJeux.com                       | z.t.     |
| 6       | Enrico Cassani      | Alessio                          | z.t.     |
| 7       | Jaan Kirsipuu       | Ag2r Prévoyance                  | + 26”    |
| 8       | Jans Koerts         | BankGiroLoterij                  | z.t.     |
| 9       | Jo Planckaert       | Cofidis, le Crédit par Téléphone | z.t.     |
| 10      | Max van Heeswijk    | US Postal Service                | z.t.     |